# Репкинский район
Ре́пкинский райо́н (укр. Ріпкинський район) — упразднённая административная единица на северо-западе Черниговской области Украины. Административный центр — посёлок городского типа Репки.
Район создан в 1923 году, в современных границах – в 1963 году.
Площадь 2085 км². Население на 01.01.2012 г — 29920 жителей, в том числе в городских условиях проживают 14979 жителей.  Всего насчитывается 118 населённых пунктов.

## География
Репкинский район расположен в северо-западной части Черниговской области. Он граничит с Черниговским и Городнянским районами Черниговской области и Гомельским, Лоевским и Брагинским районами Гомельской области Беларуси. Расстояние до областного центра по железной дороге 36 км, шоссейными дорогами 39 км.
На востоке расположена крупная Замглайская болотная система площадью 100 км².
Климат умеренно континентальный. Почвы дерново-подзолистые. Полезные ископаемые: глина, песок, торф.

## История
Район образован в 1923 году. 21 января 1959 года к Репкинскому району были присоединены части территорий упразднённых Добрянского и Тупичевского районов. 17 июля 2020 года в результате административно-территориальной реформы район вошёл в состав Черниговского района.
Исторические памятники являются Замковая гора, Каменица Полуботка, Антониевы пещеры, Свято-Преображенская церковь в Любече и Церковь Рождества Богородицы в Суличевке.

## Экономика
Основными видами продукции, выпускаемыми предприятиями района, являются:  швейные изделия, консервы, кирпич, мебель; в сельском хозяйстве: зерно, картофель, мясо-молочная продукция.